# 當間琉巧
當間 琉巧（とうま るうく、2004年4月22日 - ）は、日本の元アイドル、元俳優、元歌手、元タレント。関西ジュニア内男性アイドルグループ・Lil かんさいの元メンバー。愛称は、るーく。
滋賀県大津市出身。最終所属はSTARTO ENTERTAINMENT。

## 来歴
保育園のお誕生日会で将来の夢を聞かれ「ジャニーズ」と答えていたのを聞いた母が履歴書を送り、「ANOTHER」での公開オーディションを経て、2016年8月2日にジャニーズ事務所に入所。
2019年1月22日に結成されたLil かんさいのメンバーに選ばれる。2019年2月に『ジャニーズWEST LIVE TOUR 2019 WESTV!』の大阪城ホール公演でファンにお披露目された。
2025年1月31日、同年3月31日をもってSTARTO ENTERTAINMENTを退所することを発表。Lilかんさいからも卒業した。

## 人物
- サウナ・スパ健康アドバイザーの資格を所持している[12]。
- スターになることが夢[3]。
- 3歳下の妹がいる[5]。

## 出演
個人での出演のみ記載。グループとしての出演はLil かんさいを参照。

### テレビドラマ
- 年下彼氏 episode16「にどめのはつこい」（2020年5月31日、朝日放送テレビ） - 主演・鈴谷光 役（嶋﨑斗亜と主演）[13][14]
  - 年下彼氏2 episode13「言葉の壁」（2024年12月1日、朝日放送テレビ） - 主演・隼人 役[15][16]
- ジモトに帰れないワケあり男子の14の事情 episode10 「濡れ衣を着せられて」（2021年5月29日、テレビ朝日） - 主演・大島サチオ 役[17]

### 映画
- 東西ジャニーズJr. ぼくらのサバイバルウォーズ （2022年4月1日公開、松竹） - 鳥越 役[18]

### 情報番組
- す・またん!&ZIP!（2024年10月1日 - 2025年3月25日、読売テレビ） - 火曜日レギュラーコーナー「當間琉巧のLOOK the かんさい」[19][20]

### イベント
- サントリーサンバーズ「よんちゃんTV MATCH DAY」（2023年1月21日）[21]

### 舞台
- ANOTHER & Summer Show（2016年8月2日 - 26日、大阪松竹座）[5]
- 少年たち 南の島に雪は降る（2017年8月2日 - 27日、大阪松竹座）[22]
- 明日を駆ける少年たち （2018年8月4日 - 30日、大阪松竹座）[23]
- THE BEGINNING 〜笑劇〜（2022年1月31日 - 2月20日、東京グローブ座 / 2月23日 - 3月6日、サンケイホールブリーゼ）[24]

### コンサート
- 関西ジャニーズJr. 『X'mas Show 2016』（2016年11月30日 - 12月25日、大阪松竹座）[25]
- 関西ジャニーズJr. 春のSHOW合戦（2017年3月4日 - 28日、大阪松竹座）[26]
- 関西ジャニーズJr. Concert 2018 〜Happy New ワン Year〜（2018年1月3日・4日、大阪城ホール）[27]
- Fall in LOVE〜秋に関ジュに恋しちゃいなよ〜（2018年10月24日 - 11月4日、梅田芸術劇場メインホール）[28]
- 関西ジャニーズJr. 『X'mas Party!! 2018』（2018年11月30日 - 12月25日、大阪松竹座）[29]

### ラジオ番組
- Clip（2023年4月4日 - 2025年3月25日、ラジオ関西） - 毎週火曜日レギュラー[30][31]

## 作品
- Castling[32]